# نیکلاس کالینز
نیکلاس کالینز (انگلیسی: Nicolas Collins) یک آهنگساز اهل ایالات متحده آمریکا است.
او دانش‌آموختهٔ «دانشگاه وسلین» و از شاگردان «الوین لوسی‌یر» بوده‌است.
سبکِ کاری او بیشتر در زمینه موسیقی الکترونیک است.